# Basildon
|  | Per a altres significats, vegeu «Basildon (Berkshire)». |

Basildon és un poble del districte de Basildon, Essex, Anglaterra. Té una població de 114.308 habitants i districte de 183.378. Al Domesday Book (1086) està escrit amb la forma Be(r)lesduna.